# Javier Rodríguez (artista)
Javier Rodríguez  es un dibujante de cómics español trabajando principalmente como colorista. Entre sus trabajos más notables están Batgirl: Year One, Daredevil[cita requerida] y  The Amazing Spider-Man.[cita requerida]

## Carrera
Mientras estudiaba en la Escuela de Bellas Artes de Oviedo, Javier Rodríguez comenzó un fanzine titulado Froilán. En 1996, creó Anselmo Ensombras, un cómic sobre la historia del cine español para el 34 Festival Internacional de Cine de Gijón, y autopublicó el primer número de Love Gun, una miniserie futurista de cuatro números sobre un grupo de amigos con una alta crítica social con temas sobre el desempleo y la independencia económica de los jóvenes (la línea temporal del cómic era "en el siglo XXI, el desempleo todavía es un problema..."). Solo se publicaron tres números, dejando la historia sin acabar. In 1998, se publicó Under Cómic Love Gun con una nueva historia. Ígor Medio, de Felpeyu ayudaría a Rodríguez con el guion en el segundo volumen. En 1999, Rodríguez fue nominado como el mejor "Revelación" en el Salón del Cómic de Barcelona (Barcelona Comic Fair).
Rodríguez comenzó su carrera profesional contribuyendo en la revista El Víbora. además de varias historias breves y portadas, creó la serie Paraíso, Punk Rock Bar (posteriormente publicada en un tomo por Kappa Entrialgo en Italia), Tenebro y Comprobando la Realidad, con guion de Mauro Entrialgo. Rodríguez continuó apareciendo en las páginas de El Víbora hasta 2002.
Al mismo tiempo Rodríguez realiza algunos cómics breves como Blue Joven (para BBVA) y Los Potaje (para la ciudad de Gijón), incluido en una campaña de prevención del abuso del alcohol en las escuelas, asó como varias portadas de grupos como Manta Ray, Australian Blonde y Felpeyu. El cantante de Australian Blonde era Francisco Nixon, con quien actualmente realiza el podcast Papel de chicle.
También trabajó en la producción de películas y anuncios para compañías como LolaFilms, Canal Plus[cita requerida] y Mediapro[cita requerida], además de tocar la guitarra en Kactus Jack.
A finales de 2002 publicó su primera novela gráfica a todo color Wake Up a través de Glénat. En 2003 marcó su debut en el mercado americano, no como dibujante sino como colorista; debutó en la serie Batgirl: Year One de DC Comics (dibujada por Marcos Martín y tintada por Álvaro López, ambos españoles). Desde entonces ha coloreado una gran cantidad de portadas y de interiores tanto de DC como de Marvel, ocasionalmente dibujando en Daredevil y publicaciones relacionadas con Spider-Man.
Rodríguez contribuyó a todos los números de la revista infantil Mister K con su serie Crononautas, y es coautor de Lolita HR con Delphine Rieu para Les Humanoïdes Associés, serializada originalmente en Shogun Mag y compilada posteriormente en volúmenes de estilo manga.
En 2025 obtuvo su primer premio Eisner a la Mejor Serie Limitada gracias a Zatanna: Abajo la sala (DC Comics), una obra en la que colaboró con la guionista canadiense Mariko Tamaki.

### Solamente portadas
- Spider-Woman vol. 5 #2, 10 (Marvel, 2015)
- Spider-Woman vol. 6 #6-7, 10-17 (Marvel, 2016–2017)
- Deadpool vol. 4 #17 (Marvel, 2016)
- Doctor Strange and the Sorcerers Supreme #5, 10-12 (Marvel, 2017)
- Star Wars vol. 4 #30 (Marvel, 2017)
- Secret Warriors vol. 2 #3 (Marvel, 2017)
- Star Wars: Jedi of the Republic – Mace Windu #1 (Marvel, 2017)
- Shang-Chi, Master of Kung Fu #126 (Marvel, 2018)
- Venom #161 (Marvel, 2018)
- Legion #1-5 (Marvel, 2018)

### Solamente colores
- Batgirl: Year One #1-9 (on Marcos Martín, DC Comics, 2003)
- Harley Quinn #38 (cover only, on Scott Morse, DC Comics, 2004)
- Green Arrow vol. 3 (solamente portada, DC Comics):
  - on Cameron Stewart (#33, 2004)
  - on Marcos Martín (#34-42 and 45, 2004–2005)
- Human Target vol. 2 #4-5, 12-13 (on Javier Pulido, Vertigo, 2003–2004)
- Batman: Legends of the Dark Knight (DC Comics):
  - on Tom Fowler (#180-181, covers only, 2004)
  - on Brad Walker (#182-184, 2004)
- Fallen Angel  #15, 18 (covers only, on David López, DC Comics, 2004–2005)
- Breach #1-11 (on Marcos Martín and Javier Pulido (#9-10), DC Comics, 2005–2006)
- Captain America 65th Anniversary Special (on Marcos Martín and Javier Pulido, Marvel, 2006)
- Nightwing (DC Comics):
  - on Joseph Dodd (#118-119, 2006)
  - on Paco Díaz (#120-121, 2006)
- Doctor Strange: The Oath #1-5 (on Marcos Martín, Marvel, 2006–2007)
- Dead of Night featuring Man-Thing #1 (on Kano, Marvel, 2008)
- Avengers Classic (co-features, Marvel):
  - on Kano (#11, 2008)
  - on Sergio Aragonés (#12, 2008)
- The Amazing Spider-Man (Marvel):
  - on Marcos Martín (#559-561, Extra! #1, 578-579, 600 and 618-620, 2008–2010)
  - on Paolo Rivera (with Dean White, #577, 2008)
  - on Javier Pulido (#605, 615-616, 620, 658 (with Muntsa Vicente) and Family #8, 2009–2011)
  - on Paul Azaceta (#642-646, 2010)
  - on Ty Templeton (#657, 2011)
  - on Emma Ríos (#662-663 and 677, 2011–2012)
- Beta Ray Bill: Godhunter #1-3 (on Kano, Marvel, 2009)
- The Immortal Iron Fist #27 (on David Lapham, Travel Foreman and Timothy Green II, Marvel, 2009)
- Captain America Comics 70th Anniversary Special (on Marcos Martín, Marvel, 2009)
- All Select Comics 70th Anniversary Special (on Javier Pulido, Marvel, 2009)
- Captain America: Who Will Wield the Shield? (cover only, on Alan Davis, Marvel, 2010)
- Siege: The Cabal (cover only, on Alan Davis, Marvel, 2010)
- Fantastic Four (on Alan Davis, Marvel):
  - covers only (#574-588, 2010–2011)
  - cover/interiors (Annual #33, 2012)
- Petey (on Fred Hembeck, Marvel Digital, 2010)
- Web of Spider-Man vol. 2 #6 (on Jefte Palo, Marvel, 2010)
- Avengers Prime #1-5 (on Alan Davis, Marvel, 2010–2011)
- Captain America: Who Won't Wield the Shield? (on Joe Quinones, Marvel, 2010)
- The Invincible Iron Man #500 (on Nathan Fox, Marvel, 2011)
- I am an Avenger #5 (on Alan Davis, Marvel, 2011)
- Avengers: The Children's Crusade — Young Avengers (on Alan Davis, Marvel, 2011)
- Excalibur Visionaries: Alan Davis Volume 3 tpb (cover only, on Alan Davis, Marvel, 2011)
- The Avengers vol. 4 #13-14, 16-17 (covers only, on Alan Davis, Marvel, 2011)
- Daredevil vol. 3 (Marvel):
  - on Paolo Rivera (#1-3, 7 and 9-10, 2011–2012)
  - on Marcos Martín (#5, 2011)
  - on Kano (#8, 2012)
  - on Khoi Pham (#10.1, 2012)
  - on Alan Davis (Annual #1, 2012)
  - on Chris Samnee:
    - Volume 3 (#12-16, 18-27, 28-29 (covers only), 30-33, 34 (cover only) and 35-36, 2012–2014)
    - Volume 4 (Road Warrior digital comic + #6-7 (covers only) and 1-5, 2014)
- Spider-Island: Cloak and Dagger #1-3 (on Emma Ríos, Marvel, 2011)
- X-Men: Schism #4 (on Alan Davis, Marvel, 2011)
- Point One (on Javier Pulido, Marvel, 2012)
- Captain Marvel vol. 7 (Marvel):
  - on Ed McGuinness (covers only, #1-4, 2012)
  - on Karl Kesel (#3, 2012)
- Avenging Spider-Man #11 (cover only, on Chris Samnee, Marvel, 2012)
- Wolverine vol. 4 Annual #1 (on Alan Davis, Marvel, 2012)
- The Mighty Thor #18-21 (on Alan Davis, Marvel, 2012)
- Journey into Mystery #643-644 (covers only, on Alan Davis, Marvel, 2012)
- Guardians of the Galaxy Infinite Comic #2 (on Ming Doyle, Marvel Digital, 2013)